# 1849
Промислова революція •  Національно-визвольні рухи • Робітничий рух •  Російська імперія

## Геополітична ситуація
У Росії править імператор Микола I (до 1855). Російській імперії належить більша частина України, значна частина Польщі, Грузія, Закавказзя, Фінляндія, Аляска, Волощина та Молдова. Україну розділено між двома державами — Королівство Галичини та Володимирії належить Австрії, Правобережжя, Лівобережжя та Крим — Російській імперії.
В Османській імперії править султан Абдул-Меджид I (до 1861). Під владою османів перебувають Близький Схід та Єгипет, Середземноморське узбережжя Північної Африки, Болгарія. Васалами османів є Сербія та Боснія.
Весна народів закінчилася поразкою. В Австрійській імперії править Франц-Йосиф I (до 1916). Імперія охоплює, крім власне австрійських земель, Угорщину з Хорватією, Трансильванію, Богемію, Північну Італію. Король Пруссії — Фрідріх-Вільгельм IV (до 1861). Королівство Баварія очолив Максиміліан II (до 1864). Австрія, Пруссія, Баварія та інші німецькомовні держави об'єднані в Німецький союз.
У Франції править Друга французька республіка. Франція має колонії в Алжирі, Карибському басейні, Південній Америці та Індії. На троні Іспанії сидить Ізабелла II (до 1868). Королівству Іспанія належать частина островів Карибського басейну, Філіппіни. Королева Португалії — Марія II (до 1853). Португалія має володіння в Африці, Індії, Індійському океані й Індонезії.
У Великій Британії триває Вікторіанська епоха — править королева Вікторія (до 1901). Британія має колонії в Північній Америці, на Карибах та в Індії. Королівство Нідерланди очолив Віллем III (до 1890). Король Данії та Норвегії — Фредерік VII (до 1863), на шведському троні сидить Оскар I (до 1859). Італія розділена між Австрією та Королівством Обох Сицилій. Існує Папська держава з центром у Римі.
Бразильську імперію очолює Педру II (до 1889). Посаду президента США обіймає Закарі Тейлор. Територія на півночі північноамериканського континенту, Провінції Канади, належить Великій Британії, територія на півдні континенту належить Мексиці.
В Ірані при владі Каджари. Британська Ост-Індійська компанія захопила контроль майже над усім Індостаном. У Пенджабі існує Сикхська держава. У Бірмі править династія Конбаун, у В'єтнамі — династія Нгуєн. У Китаї володарює Династія Цін. В Японії триває період Едо.

## Події

### В Україні
- Запроваджено Галицьке намісництво у складі Австрійської імперії.
- Утворено герцогство Буковина.
- Сформовано Руський Батальйон Гірських Стрільців.
- У Львові відкрився Народний Дім.

### У світі
- Угорська революція
  - 5 січня імперські війська, що увійшли в Угорщину, захопили Буду й Пешт. Угорський уряд евакуювався в Дебрецен.
  - У березні-квітні почався успішний контрнаступ угорців.
  - 21 травня угорські повстанці визволили Будапешт.
  - 5 червня в Угорщину увійшли перші російські війська, покликані на допомогу австрійцями.
  - 14 липня перед загрозою нападу австрійсько-російських військ угорський уряд перемістився з Будапешта в Сегед.
  - 11 серпня угорський уряд Лайоша Кошута подав у відставку.
  - 13 серпня угорська армія капітулювала перед австрійсько-російськими військами.
- 8 лютого проголошено нову Римську республіку.
- 4 березня Закарі Тейлор почав виконувати обов'язки президента США.
- 22—23 березня австрійці перемогли сардинські війська в битві під Новарою. Сардинський король Карл Альберт зрікся престолу.
- 2 квітня прусський король Фрідріх-Вільгельм IV відмовився очолити об'єднану німецьку державу. Німецька революція зазнала поразки.
- 30 березня закінчилася Друга англо-сикхська війна. Британці окупували Пенджаб, Сикхська імперія припинила існування.
- 5 червня Данія стала конституційною монархією.
- 3 липня французькі війська увійшли в Рим. Римська республіка припинила існування.

### В суспільстві
- Засновано фармацевтичну компанію Pfizer.
- Упродовж всього року тривав Великий голод в Ірландії.
- У Новій Зеландії засновано морський порт Літтелтон.

### У науці
- Іпполит Фізо виміряв швидкість світла в повітрі.
- Шарль Адольф Вюрц одержав метиламін.
- Луї Пастер показав, що рацемічна речовина є сумішшю право- та лівозакручених оптично активних складових.

### У мистецтві
- Чарлз Дікенс почав друкувати частинами роман «Девід Коперфілд».
- Генрі Девід Торо опублікував есе «Про обов'язок не коритися державі».
- Опубліковано першу версію пісні «Santa Lucia».
- Ференц Ліст скомпонував «Танець смерті».

## Народились
Дивись також Категорія:Народились 1849
- 2 лютого — Павол Гвездослав, словацький поет
- 6 березня — Георг Люгер, австрійський конструктор стрілецької зброї, розробник славетного пістолета Parabellum P08 та набою до нього
- 25 квітня — Фелікс Християн Клейн, німецький математик
- 29 червня — Сергій Юлійович Вітте, міністр фінансів (1892—1903), перший конституційний голова Ради міністрів Росії (1905—1906)
- 17 липня — Олена Пчілка, українська письменниця
- 26 вересня — Іван Петрович Павлов, російський фізіолог, лауреат Нобелівської премії (1904)
- 26 жовтня — Фердинанд Георг Фробеніус, німецький математик

## Померли
Дивись також Категорія:Померли 1849
- 31 липня — Петефі Шандор, угорський поет, публіцист, революційний діяч словацького походження (р. 1823).
- 17 жовтня — Фридерик Шопен, видатний польський композитор.